# Nabt
Nabt, arabisch نبت, (geb. im 9. Jahrhundert) war eine Sängersklavin und Konkubine des fünfzehnten Abbasiden-Kalifen al-Muʿtamid (842/844–892, reg. 870–892).

## Leben
Nach Ibn Fadlallah al-Umari war Nabt einst die Sängersklavin des Mahfaranas. Sie wird in den Quellen als äußerst schöne Frau und talentierte Sängerin mit einer schönen Stimme und Dichter mit der Gabe, auf der Stelle zu komponieren, beschrieben. Überlieferungen nach wurde sie dem Kalifen al-Muʿtamid präsentiert, der ihre Fähigkeiten als Sängerin und Dichterin auf die Probe stellte und schließlich für dreißigtausend Dinare erwarb.

## Rezeption
Nabt wurde in den Poesiewerken der mit ihr bekannten Arib al-Mamuniyya (790-880), der berühmtesten aller Sängersklavinnen, erwähnt. Ebenso fand ihre Biographie Eingang in arabischen Historienwerken, darunter im Buch der Lieder von Abū l-Faradsch al-Isfahānī (897–967), Die Frauen der Kalifen von Ibn al-Sa'i (1197–1276) und Masālik al-abṣār von Ibn Fadlallah al-Umari (1301–1349).

## Wissenswertes
Der Name Nabt (dt. Pflanze) ist ein typischer Sklavinnenname.